# Laufender Meter
Ein laufender Meter (Abkürzung: lfm, Lfm., lfdm oder lfd. m) ist eine Maßeinheit, die benutzt wird, um Waren zu bemessen, die als Meterware (oder Laufware, Endlosware, Rollenware) zu erwerben sind und über einen gleichbleibenden Querschnitt verfügen. Er dient auch als Längenangabe für gleichbleibende Elemente, unabhängig von ihren sonstigen Abmessungen.

## Grundlagen
Die Maßeinheit ist mit dem Meter gleichzusetzen. Die Umrechnung in Flächenmaße erfolgt durch Multiplikation mit der Breite der Ware, in Raummaße durch Multiplikation mit der Querschnittsfläche.
Beispiel: 3 lfm Stoff der Bahnbreite 1,60 m = 4,80 m² Stoff

## Verwendung
- Im Bauwesen wird die Einheit vor allem bei Ausschreibungen, Angeboten, Bestellungen und Abrechnungen linearer Bauteile zum Quantifizieren und zum Bemessen verwendet, die sich (meist) beliebig in der Länge konfektionieren lassen. Beispiele sind Fußleisten, Stromleitungen, Dachlatten oder Regenrohre, aber auch flache Ware wie Bautextilien, Holzwerkstoffplatten oder Glasscheiben.
- Im Textilwesen spricht man dann von Stofflänge und Metermenge (man gibt nicht die Quadratmeter an, die Stoffbreite ist vorgegeben) – auch in Unterscheidung zum Verkauf von Textilen nach Gewicht, wie das für manche Materialien üblich ist.
- In Bibliotheksmagazinen, Archiven und in der Lagerhaltung wird der Begriff auch synonym zur Maßeinheit Regalmeter gebraucht.